# Quốc kỳ Indonesia
Quốc kỳ Indonesia, tiếng Indonesia gọi là Bendera Indonesia hay Sang Merah Putih, là lá cờ có hai màu đỏ và trắng tạo thành hai băng ngang bằng nhau. Băng màu đỏ ở trên, băng màu trắng ở dưới. Màu đỏ tượng trưng cho lòng dũng cảm. Màu trắng tượng trưng cho tinh thần. Tỷ lệ các chiều của lá cờ là 2:3. Quốc kỳ Indonesia khá giống quốc kỳ Ba Lan và quốc kỳ Singapore. Nó đặc biệt giống quốc kỳ Monaco ngoại trừ tỷ lệ cạnh và sắc màu. Quốc kỳ Indonesia lấy mẫu từ quốc kỳ của đế quốc Majapahit hồi thế kỷ 13. Quốc kỳ đã được sử dụng chính thức ngay trong ngày thành lập nước của Indonesia, ngày 17 tháng 8 năm 1945. Hình thức của nó được giữ nguyên từ ngày đó đến nay.